# Le Bouyssou
Le Bouyssou ist eine französische Gemeinde mit 122 Einwohnern (Stand 1. Januar 2022) im Département Lot in der Region Okzitanien. Sie gehört zum Arrondissement Figeac und zum Kanton Lacapelle-Marival.
Nachbargemeinden sind Lacapelle-Marival im Norden, Saint-Bressou im Osten, Fons im Süden, Issepts im Südwesten und Le Bourg im Westen.

## Sehenswürdigkeiten

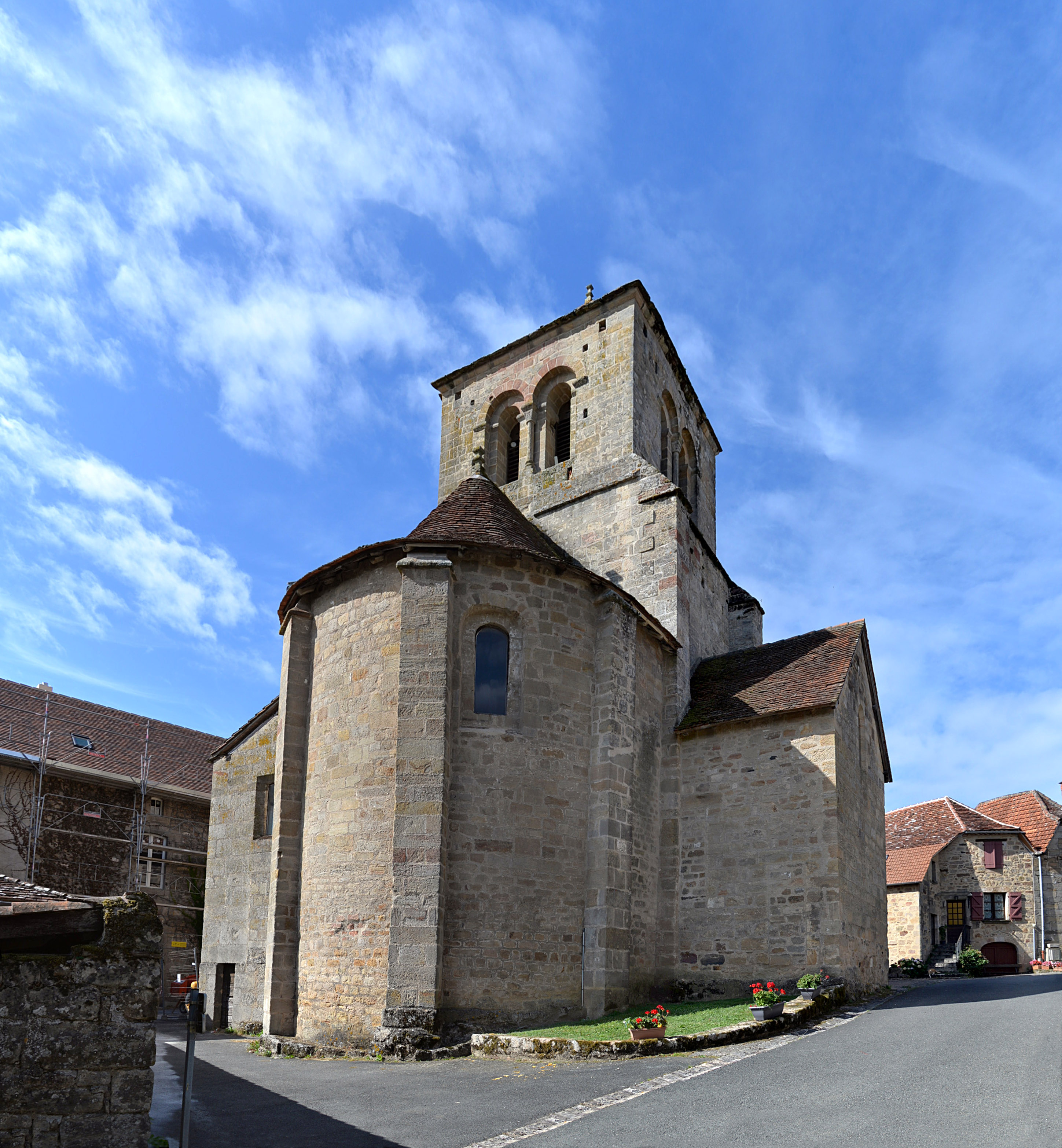
romanische Kirche Sainte-Croix, Monument historique seit 1023

## Bevölkerungsentwicklung
| Jahr      | 1962 | 1968 | 1975 | 1982 | 1990 | 1999 | 2008 | 2018 |
| --------- | ---- | ---- | ---- | ---- | ---- | ---- | ---- | ---- |
| Einwohner | 132  | 130  | 87   | 113  | 114  | 111  | 132  | 132  |